# Park Se-yeong
Park Se-yeong (kor. 박세영; * 26. Juli 1993) ist ein südkoreanischer Shorttracker.

## Werdegang
Park trat international erstmals im Januar 2010 bei den Juniorenweltmeisterschaften in Taipei in Erscheinung. Dort gewann er im Mehrkampf und über 1000 m jeweils die Bronzemedaille und im 1500-m-Superfinale und mit der Staffel jeweils die Goldmedaille. Bei den Juniorenweltmeisterschaften 2012 in Melbourne holte er viermal die Goldmedaille. Im folgenden Jahr gewann er bei den Juniorenweltmeisterschaften in Warschau Bronze über 1500 m Silber über 1000 m und Gold jeweils über 500 m, im Mehrkampf, im 1500-m-Superfinale und mit der Staffel. Zu Beginn der Saison 2013/14 startete er in Shanghai erstmals im Weltcup. Dabei belegte er den 12. Platz über 500 m, den sechsten Rang über 1000 m und den dritten Platz mit der Staffel. Beim folgenden Weltcup in Seoul erreichte er mit dritten Plätzen über 500 m und über 1000 m seine ersten Podestplatzierungen im Einzel. In Kolomna kam er mit dem dritten Platz mit der Staffel erneut aufs Podest und erreichte zum Saisonende den sechsten Platz im Gesamtweltcup über 500 m. Bei den Olympischen Winterspielen 2014 in Sotschi errang er den 14. Platz über 500 m, den 13. Platz über 1500 m und den siebten Platz mit der Staffel. Im März 2014 gewann er bei den Weltmeisterschaften 2014 in Montreal über 1000 m und über 1500 m jeweils die Bronzemedaille und mit der Staffel die Silbermedaille. Nach Platz zwei über 1000 m beim Weltcup in Salt Lake City zu Beginn der Saison 2014/15, holte er in Montreal über 1500 m und mit der Staffel seine ersten Weltcupsiege. Im weiteren Saisonverlauf kam er über 1500 m in Seoul auf den dritten und in Dresden auf den zweiten Rang. Die Saison beendete er auf dem vierten Platz im Gesamtweltcup über 1500 m. Im Februar 2015 holte er bei der Winter-Universiade 2015 in Granada Gold über 1000 m und über 1500 m. Bei den Weltmeisterschaften 2015 in Moskau gewann er über 3000 m und im Mehrkampf jeweils die Silbermedaille und über 1000 m die Goldmedaille. In der folgenden Saison kam er im Weltcup zweimal auf zweiten und zweimal auf den dritten Rang. Beim letzten Weltcup der Saison in Dordrecht holte er über 1500 m seinen dritten Weltcupsieg und erreichte damit den fünften Platz im Gesamtweltcup über 1500 m. Beim Saisonhöhepunkt den Weltmeisterschaften 2016 in Seoul gewann er über 1500 m und mit der Staffel jeweils die Bronzemedaille und über 3000 m die Silbermedaille. Im folgenden Jahr holte er bei den Winter-Asienspielen in Sapporo die Bronzemedaille über 500 m, die Silbermedaille mit der Staffel und die Goldmedaille über 1500 m. Im November 2017 wurde er beim Weltcup in Shanghai Zweiter mit der Staffel. Nach seiner aktiven Laufbahn wurde Park Shorttracktrainer.
Er hat zwei ältere Schwestern: die Eisschnellläuferin Park Seung-ju und die Shorttrackerin Park Seung-hi.

## Weltcupsiege
| Nr. | Datum             | Ort       | Disziplin |
| --- | ----------------- | --------- | --------- |
| 1.  | 15. November 2014 | Montreal  | 1500 m    |
| 2.  | 13. Februar 2016  | Dordrecht | 1000 m    |

| Nr. | Datum             | Ort        |
| --- | ----------------- | ---------- |
| 1.  | 16. November 2014 | Montreal 1 |

## Persönliche Bestzeiten
- 500 m      40,727 s (aufgestellt am 8. Dezember 2019 in Shanghai)
- 1000 m    1:23,814 min (aufgestellt am 12. November 2017 in Shanghai)
- 1500 m    2:12,698 min (aufgestellt am 15. November 2014 in Montreal)
- 3000 m    4:49,939 min (aufgestellt am 13. März 2016 in Seoul)